# Megaletoscópio

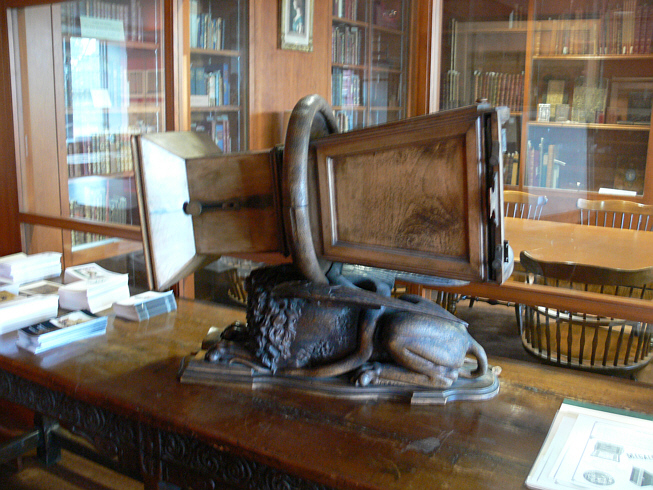
Megaletoscópio de Ponti (Biblioteca da Universidade de Princeton)

Um megaletoscópio é um dispositivo óptico inventado por Carlo Ponti (1823-1893), fotógrafo suiço-italiano, que o patenteou em 1862. É um aperfeiçoamento do aletoscópio, também inventado por Ponti.